# Liste de ponts de l'Eure
Cet article contient une liste des ponts du département de l'Eure (département).
Par convention, lorsqu'aucun renvoi n'indique le cours d'eau franchi, il s'agit de celui de la Seine.

## Ponts de longueur supérieure à100m
Les ouvrages de longueur totale supérieure à 100 m du département de l’Eure sont classés ci-après par gestionnaires de voies.

### Autoroutes
- Viaduc de Criquebeuf A13
- Viaduc de la Vallée de l'Eure A13 [1]
- Viaduc du radier d'Aclou A28 [2],[3]
- Viaduc du Bec A28 [4],[5]
- Viaduc d'Incarville sur l'Eure A154 [6]

### Routes nationales
- Pont de Tancarville RN 182

### Routes départementales
- Pont suspendu des Andelys RD 135
- Pont Clemenceau (Vernon) RD 181
- Pont de Saint-Pierre-du-Vauvray RD 313
- Pont de Courcelles-sur-Seine RD 316
- Pont de Pont-de-l'Arche RD 6015 [7]
- Pont sur l'Eure RD 6015 (commune de Val-de-Reuil) [6]

## Ponts de longueur comprise entre50met100m
Les ouvrages de longueur totale comprise entre 50 et 100 m du département de l’Eure sont classés ci-après par gestionnaires de voies.

### Autoroute
Aucun pont de l'Eure de catégorie Autoroute ne fait l'objet d'un article.

### Routes nationales
Aucun pont de l'Eure de catégorie Route nationale ne fait l'objet d'un article.

### Routes départementales
Aucun pont de l'Eure de catégorie Route départementale ne fait l'objet d'un article.
- RD 836 : Pont en arc en béton armé (postérieur à 1945) [6] à Garennes-sur-Eure.
- RD 71 : Pont entre Le Vaudreuil et Val-de-Reuil [6].

## Ponts présentant un intérêt architectural ou historique
Les ponts de l’Eure inscrits à l’inventaire national des monuments historiques sont recensés ci-après.
- Pont - Acquigny [8]- XIIIe siècle ; XIXe siècle  Inscrit MH (2007)

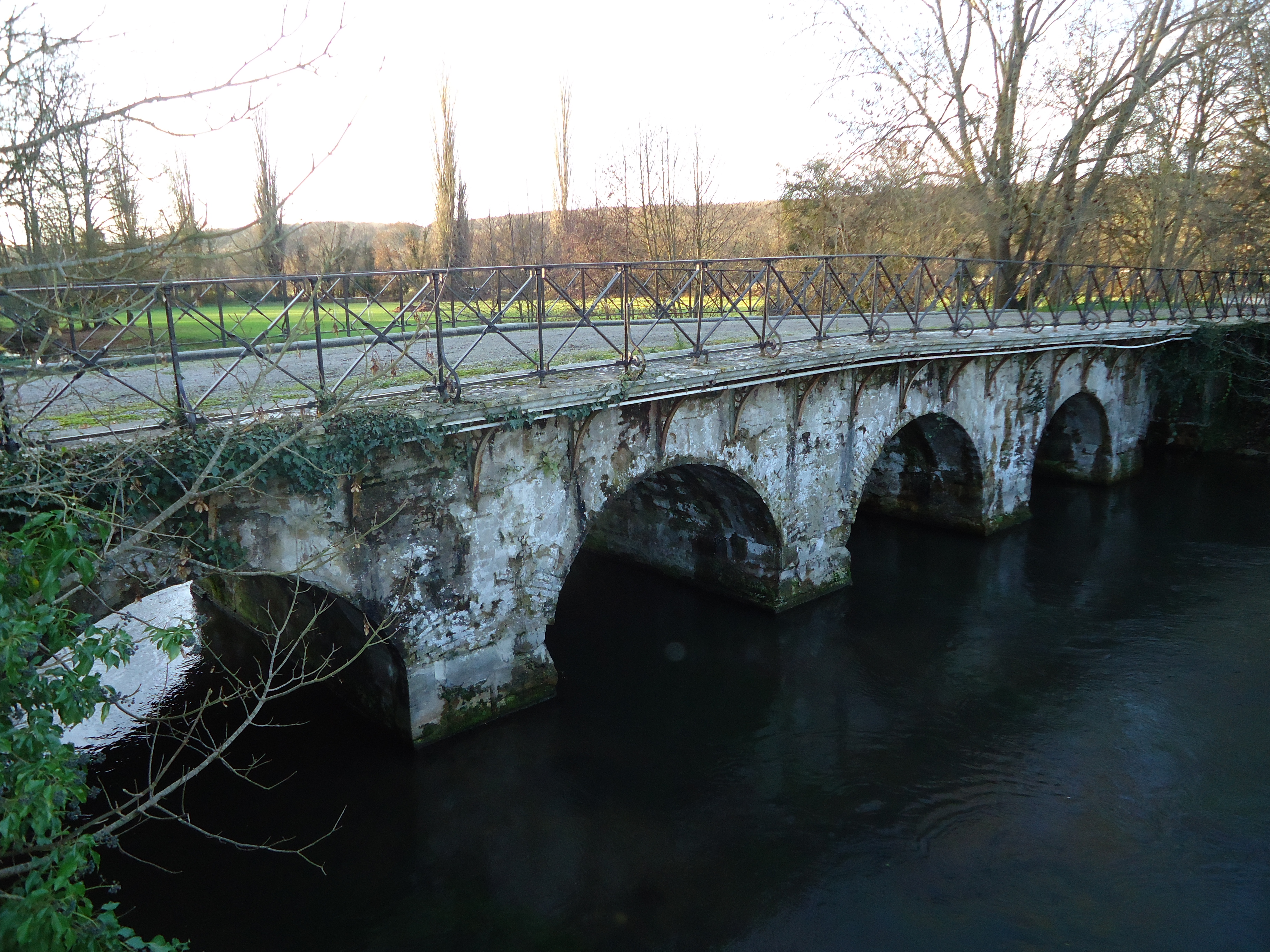
Le pont des Planches sur l'Iton
à Acquigny

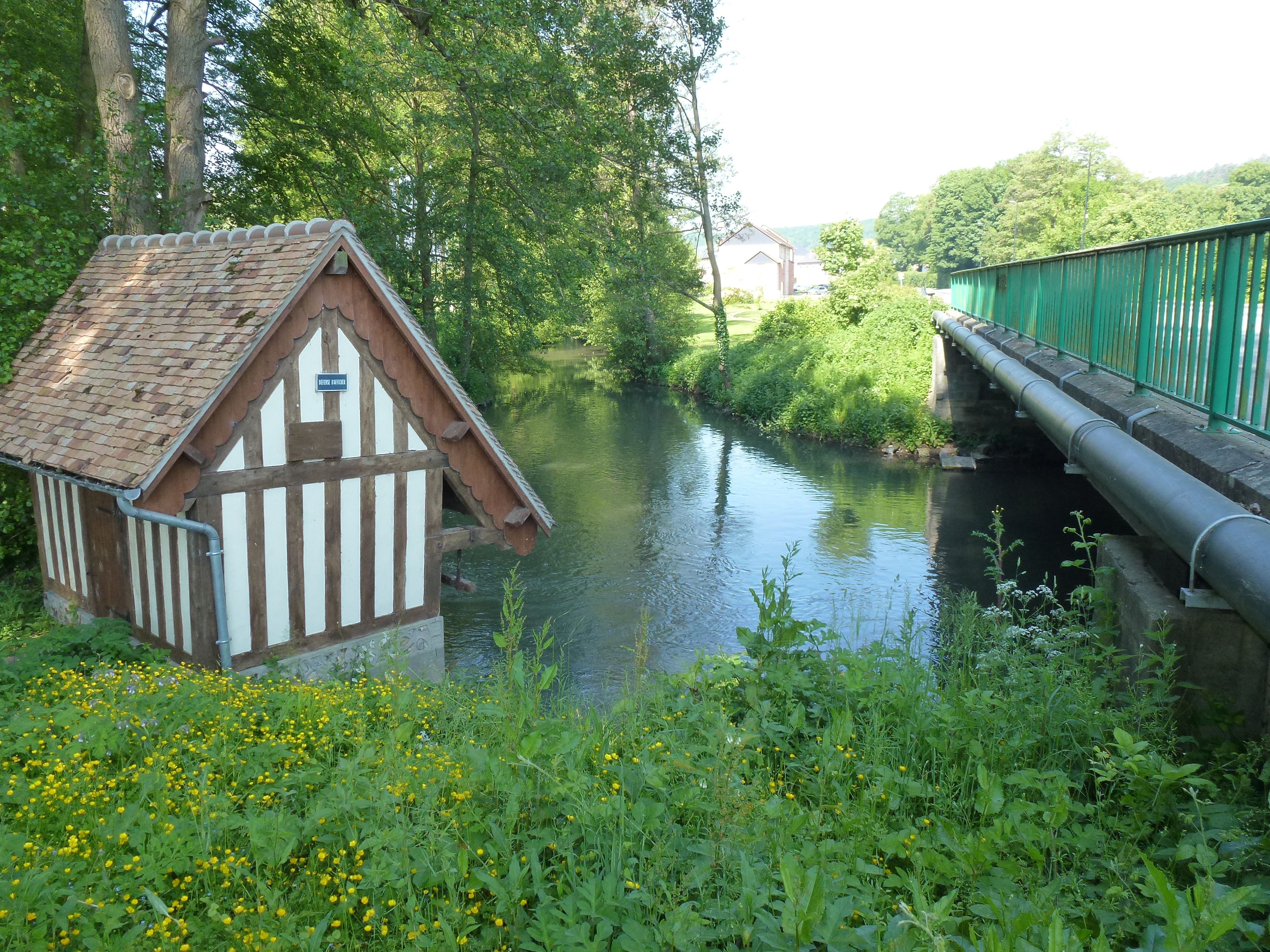
Un pont sur la Charentonne
à Serquigny

- Pont - Les Andelys - XXe siècle
- Pont [9]  - Les Andelys [10] - XVIIe siècle
- Pont aux Chèvres [11],[12]  Site inscrit (1939) - Beaumont-le-Roger [3]- XVIIIe siècle
- Pont de l'Étang [13],[14]  Site inscrit (1939) - Beaumont-le-Roger [3]- XVIIIe siècle
- Pont[15] - Bernay - XVIIIe siècle
- Pont Napoléon[3] - Corneville-sur-Risle[16]  Inscrit MH (2007)
- Pont - Dampsmesnil [17]- XVIIIe siècle  Classé MH (1995)

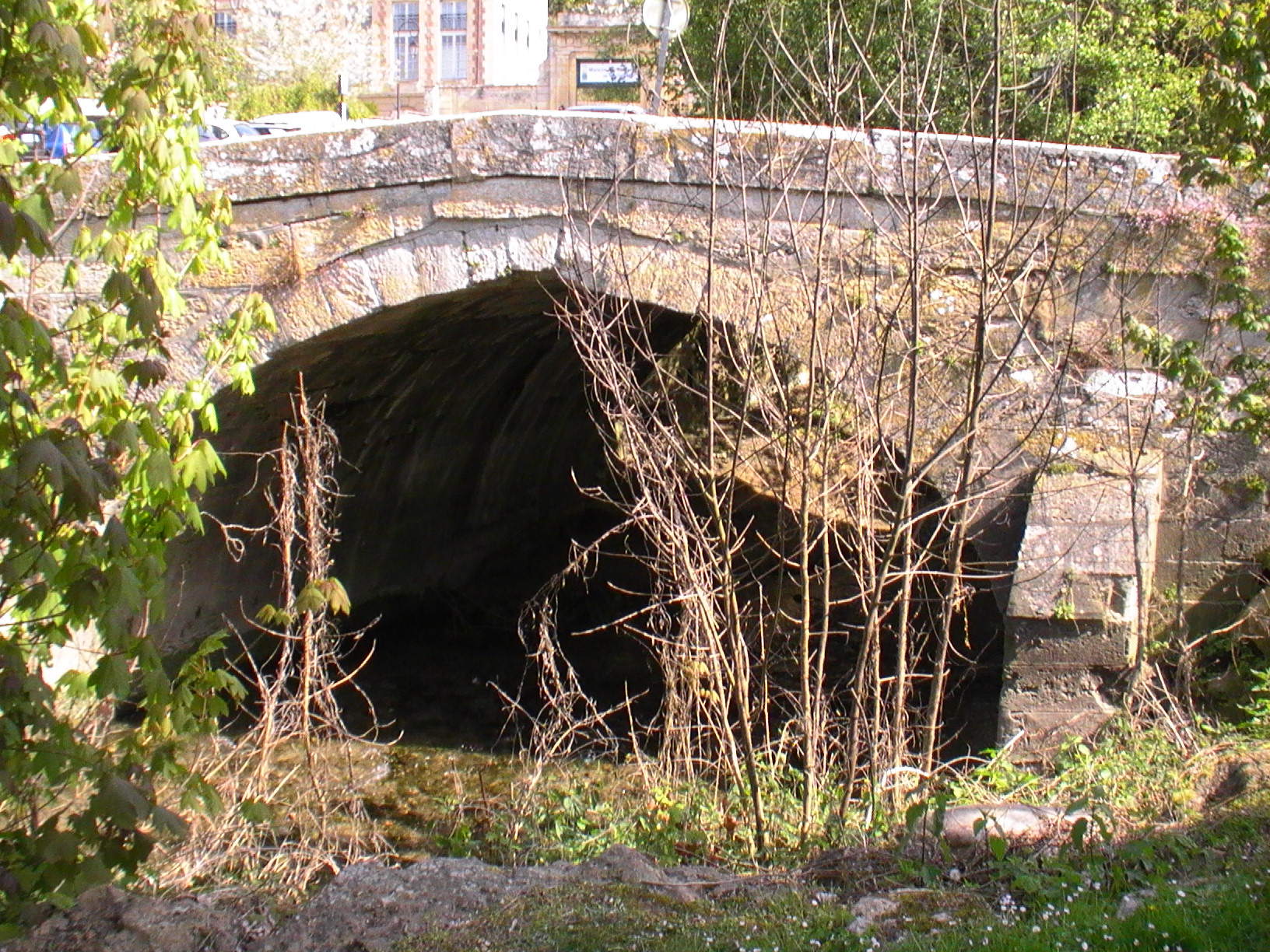
Le pont en pierre au Petit-Andely sur le Gambon (canal du Grand Rang).
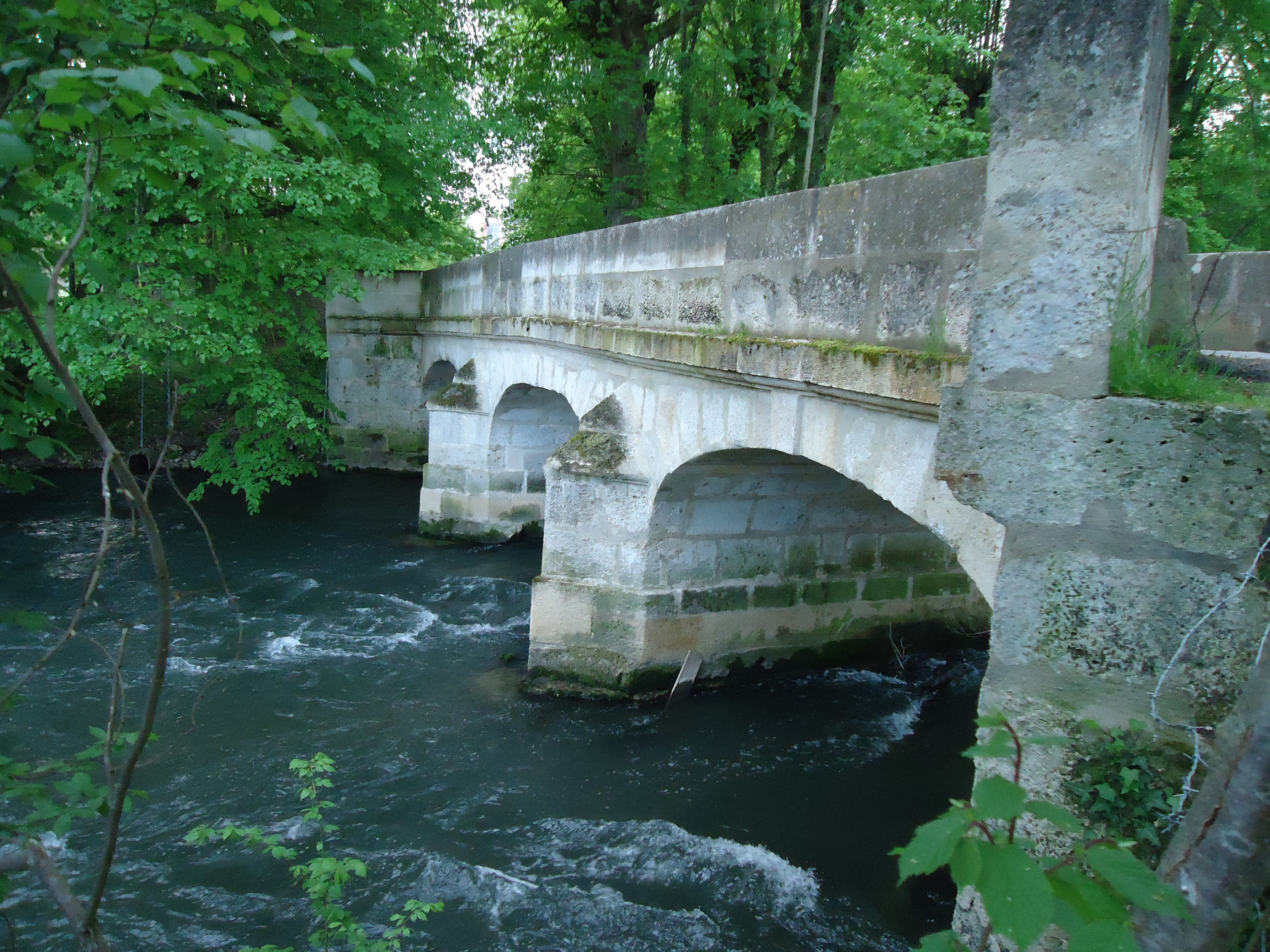
Le pont d'Aveny sur l'Epte.
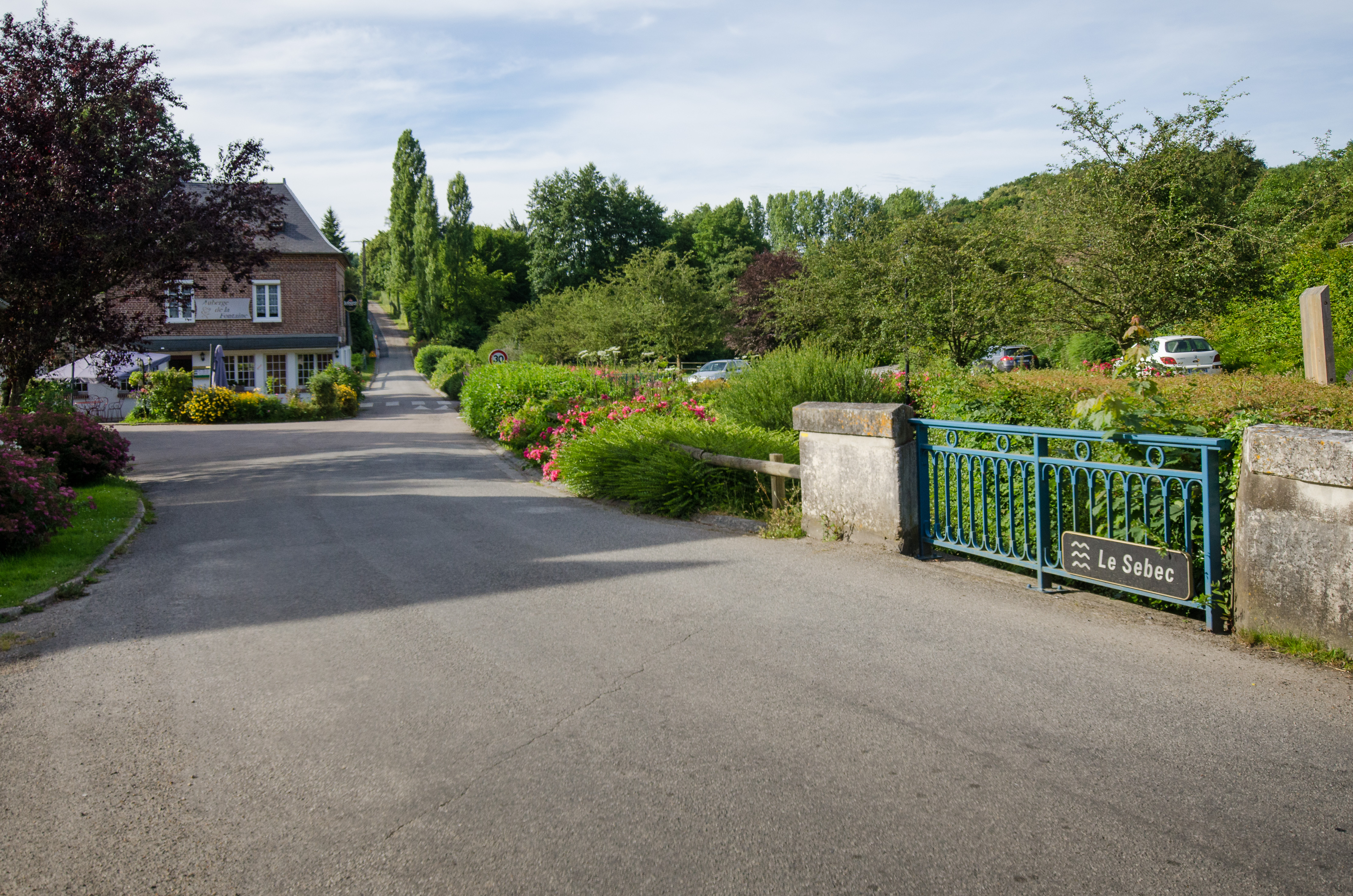
Le pont sur le Sébec à Saint-Siméon.
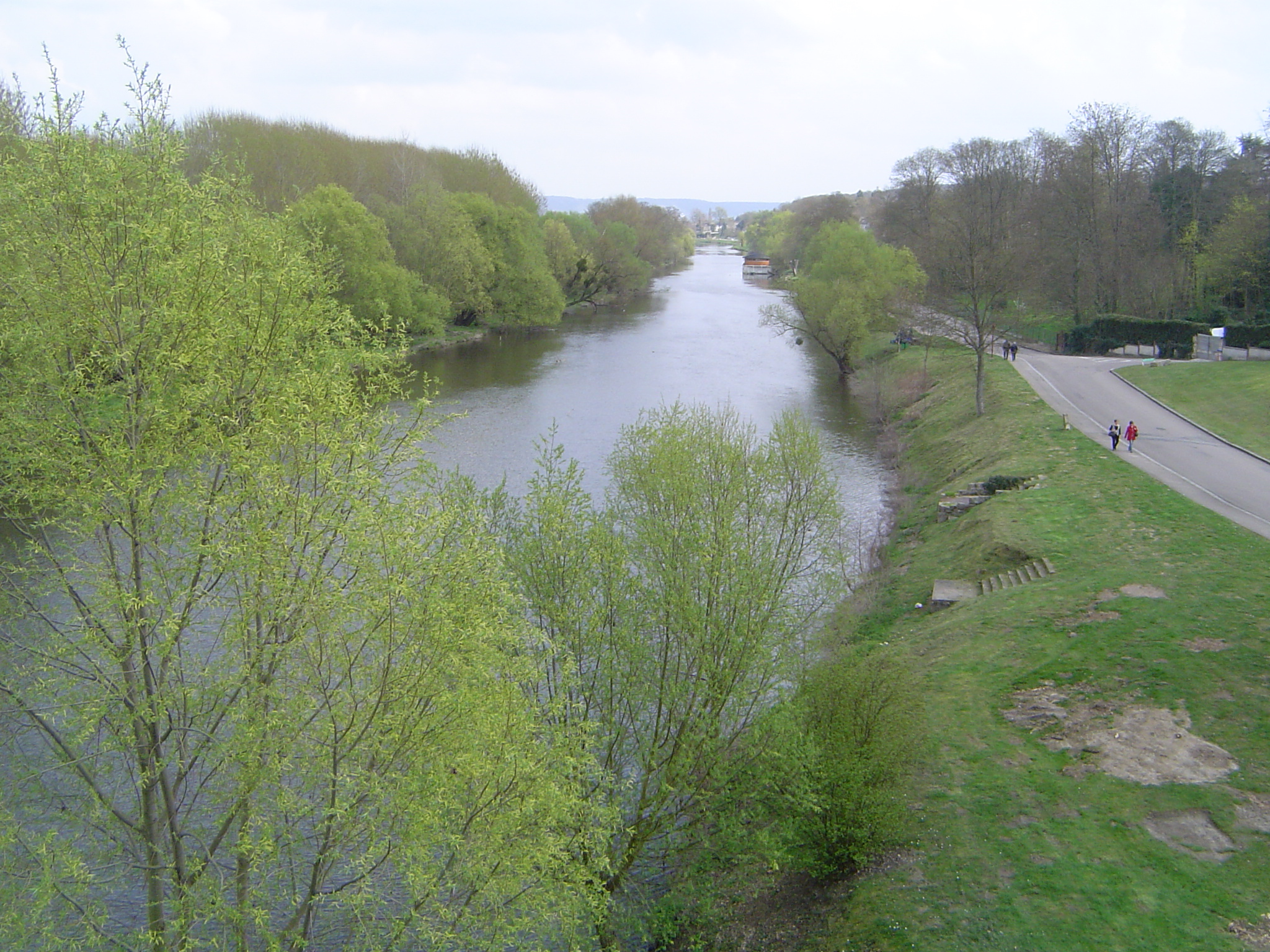
Pont sur l'Eure à Pont-de-l'Arche.

- Pont - Douville-sur-Andelle - XVIIIe siècle [18]
- Pont[19] - Épinay - XIXe siècle
- Pont[20] - Fleury-sur-Andelle [21]- XVIIIe siècle
- Pont de Grosley-sur-Risle[3]
- Pont - Houlbec-Cocherel [6]- Moyen Âge - XIXe siècle ; XXe siècle
- Pont de Folleville - Louviers [6]- XIIIe siècle ; XVIIe siècle ; XIXe siècle
- Pont de la Vierge - Louviers [6]- XIXe siècle
- Pont des Quatre Moulins - Louviers [6] - Xe siècle ; XIIIe siècle ; XVIIIe siècle ; XXe siècle
- Pont du Polhomet - Louviers [6]- XVe siècle ; XVIIIe siècle
- Pont du Rempart - Louviers [6]- XVe siècle ; XIXe siècle ; XXe siècle

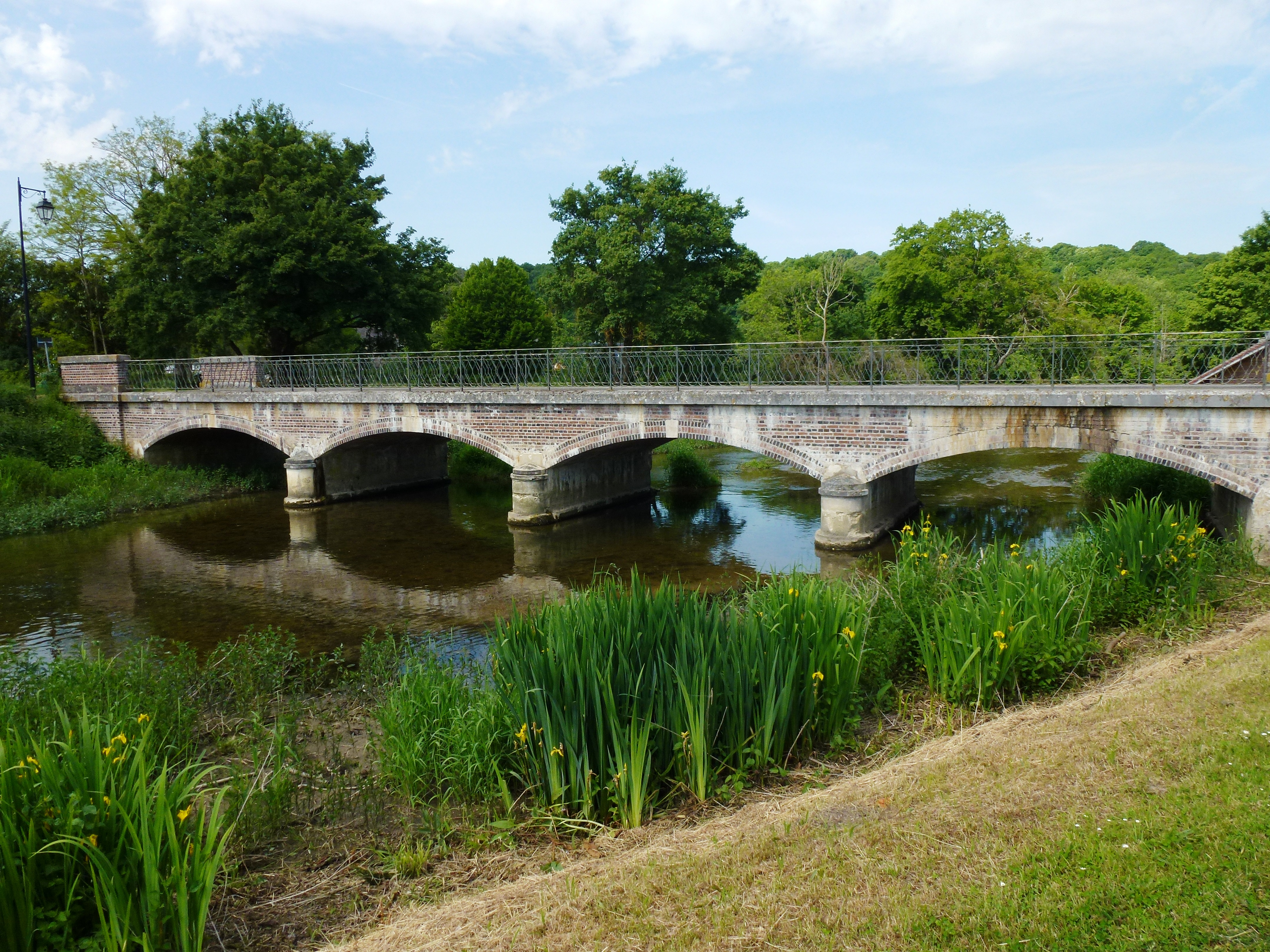
La Risle, à Grosley-sur-Risle

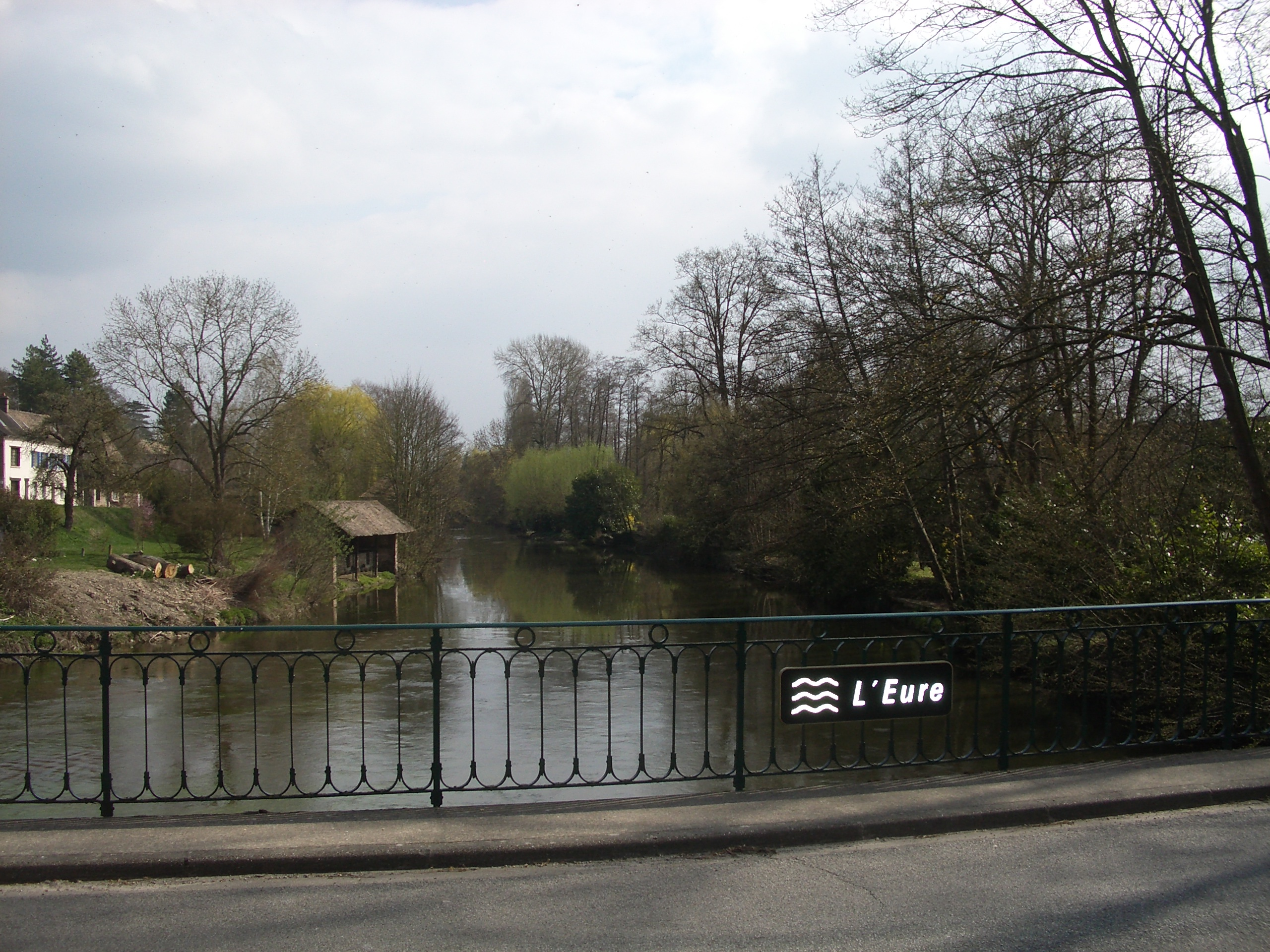
L'Eure, à Houlbec-Cocherel

- Pont - Ménesqueville [22]- XVIIe siècle
- Pont - Pont-de-l'Arche [7]- IXe siècle ; XIIIe siècle ; XVIIe siècle
- Pont [23] - Saint-Étienne-du-Vauvray XVIIe siècle
- Pont - Saint-Pierre-du-Vauvray - XXe siècle  Inscrit MH (1975)
- Pont - Serquigny [24]- XIIe siècle
- Pont [25] - Vascœuil - XVIIIe siècle
- Pont [26]- Le Vaudreuil [6]- XVIIIe siècle
- Pont - Vernon - XIXe siècle ; XXe siècle
- Ancien pont médiéval (vestiges) de Vernon - Vernon - XIIe siècle

## Source
- Base de données Mérimée du Ministère de la Culture et de la Communication .